# Pristerognathus
Pristerognathus è un genere estinto di terapsidi, appartenente ai terocefali. Visse nel Permiano medio (circa 262 - 259 milioni di anni fa) e i suoi resti fossili sono stati ritrovati in Sudafrica.

## Descrizione
Questo animale doveva essere grande più o meno quanto un cane di media taglia. Il cranio era lungo fino a 25 centimetri e l'animale intero poteva raggiungere la lunghezza di un metro e mezzo. Il cranio era lungo e stretto, allungato e dotato di orbite rivolte leggermente verso l'alto. La cresta sagittale era elevata, e verosimilmente serviva da punto di ancoraggio per potenti muscoli delle fauci. Le fosse temporali erano relativamente allungate. La formula dentaria era 6/3, 1/1, 3/3. Il canino, in particolare, era molto allungato e raggiungeva il margine inferiore della mandibola, mentre i postcanini erano molto ridotti.

## Classificazione
Pristerognathus è un rappresentante dei terocefali, un gruppo di terapsidi molto diversificato con forme che vissero sia nel Permiano che nel Triassico. Pristerognathus, in particolare, era un membro relativamente basale del gruppo, e attualmente è considerato far parte della famiglia Scylacosauridae, comprendente forme predatrici dal muso allungato come Scylacosaurus e Ictidosaurus. 

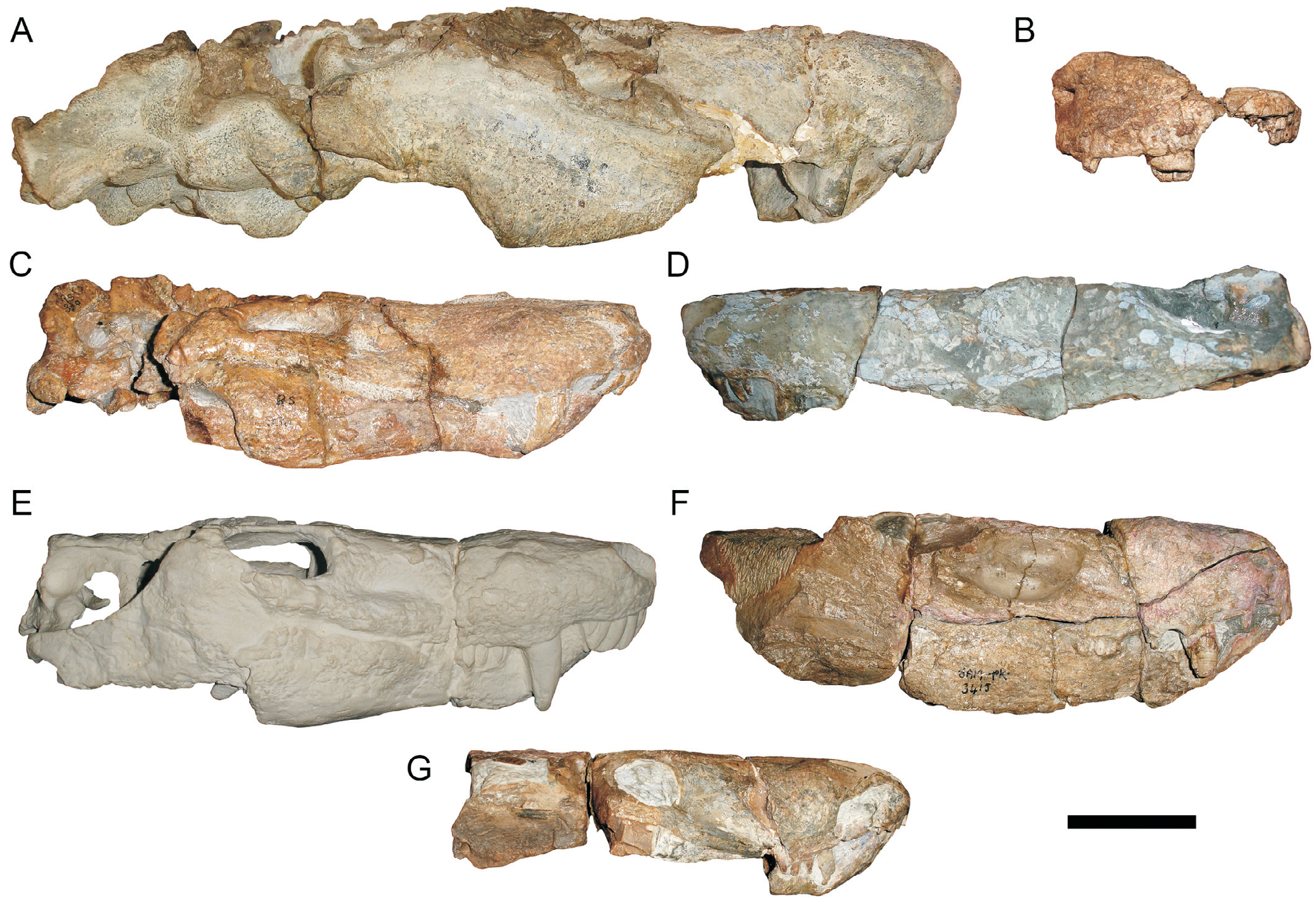
Crani di varie specie di Pristerognathus

Pristerognathus venne descritto per la prima volta da Harry Govier Seeley nel 1894 sulla base di resti fossili ritrovati in terreni del Permiano medio in Sudafrica. La specie tipo è Pristerognathus polyodon, ma successivamente vennero descritte altre specie attribuite a questo genere, come P. baini, P. vanderbyli, P. platyrhinus e P. peyeri. Tuttavia, non è chiaro se tutte queste specie siano valide o meno. La specie P. minor è stata attribuita a un altro genere affine, Pristerognathoides (Boonstra, 1954). Il genere dà il nome alla "zona a Pristerognathus", una delle biozone a tetrapodi del Permiano sudafricano.

## Paleoecologia
Probabilmente Pristerognathus era un predatore di media taglia che viveva in pianure boschive, e predava terapsidi più piccoli o rettili arcaici (quali i millerettidi).